# Instituto Cultural Luís de Albuquerque
O Instituto Cultural Luis de Albuquerque (ILA), é um centro cultural localizado em Corumbá, Mato Grosso do Sul, Brasil. O prédio foi ocupado anteriormente pelo Grupo Escolar Luís de Albuquerque.

## História
Não se sabe quando foi inaugurado. Construído em 1871 sempre foi destinado á educação, onde abrigou um grupo escolar. Em 1978 no local funcionou o Instituto Luiz de Albuquerque, Centro Regional de Pesquisa e Cultura, a partir de 1980 passou para a administração estadual e em 1984 recebeu o nome atual.

## Espaços

### Principais espaços
- Biblioteca Estadual Dr. Gabriel Vandoni de Barros: estima-se um número de aproximadamente trinta mil volumes, entre eles livros didáticos, científicos, periódicos e livros históricos. O acervo foi doado pelo pecuarista e escritor Dr. Gabriel Vandoni de Barros. Os livros não são emprestados, somente utilizados para pesquisa. Contém livros antigos próprios para pesquisa sobre a cidade de Corumbá.
- Museu do Pantanal: conta com uma coleção de animais empalhados, acervo de várias tribos indígenas da região (cadiwéu, terenos e bororós), sessões de artes plásticas, de artesanato em couro e barro, peças arqueológicas e painéis de marcas de ferro de gado usados nas centenárias fazendas. Objetos pessoais dos primeiros desbravadores do Pantanal e do Marechal Cândido Mariano da Silva Rondon, que cortou a região com suas linhas telegráficas.

### Outras atividades
- Oficina de artes plásticas
- Oficina circense
- Oficina de música
- Oficina de teatro
- Sala de exposição
- Sala de poetas
- Salão nobre para lançamento de livros

## Festival América do Sul]
Durante o Festival América do Sul, abriga em seu espaço exposições de artes plásticas nos quais são expostos trabalhos de artistas conhecidos da região e de outros países.